# Aquiles de Lárissa
Aquiles de Lárissa (em grego: Άγιος Αχίλλειος; em latim: Achillius ou Achilius), também chamado de Ailus, Áquila (Achillas), foi um dos 318 bispos que participaram do Primeiro Concílio de Niceia. Ele é comemorado como santo no dia 15 de maio.

## Vida e lenda
Aquiles era o metropolitano de Lárissa, na Tessália (Grécia), e é lembrado principalmente por sua veemente defesa da ortodoxia doutrinária durante o Concílio de Niceia e por um milagre que ele teria realizado como prova contra o arianismo:
| “ | Tomando uma pedra, Aquiles chamou os arianos: 'Se Cristo é uma criatura de Deus, como vocês afirmam, ordenem que óleo flua desta pedra'. Os heréticos se mantiveram calados, impressionados com o pedido de Santo Aquiles. Então, o santo continuou: 'E se o Filho de Deus for igual ao Pai, como acreditamos, que flua então o óleo desta pedra!' E o óleo fluiu para espanto de todos. | ” |

Ao retornar do concílio, Aquiles ficou famoso por "ter derrubado muitos templos pagãos, construir muitas igrejas [e] expulsar muitos demônios". A Enciclopédia Católica de 1910 menciona-o como bispo de Lárissa.

## Devoção
Aquiles morreu em Lárissa em 330. Quando tsar Samuel da Bulgária conquistou a Tessália, ele transladou as relíquias de Aquiles para Prespa, especificamente para uma ilha num lago que foi posteriormente rebatizada em homenagem ao santo.